# 제임스 웹 우주망원경 최초의 딥 필드

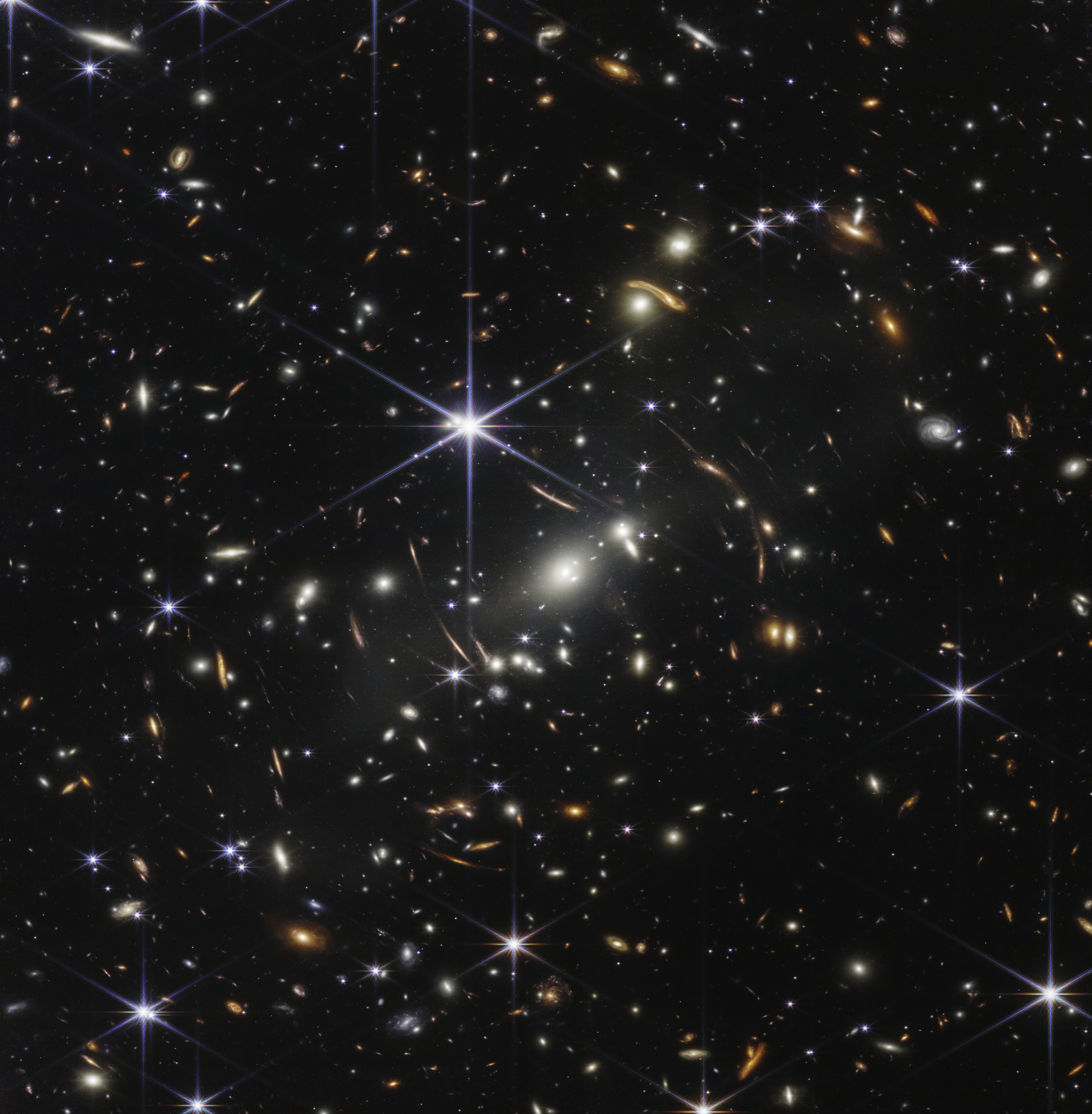

제임스 웹 우주망원경 최초의 딥 필드(Webb's First Deep Field)는 제임스 웹 우주망원경이 정상 상태에서 찍은 최초의 이미지이다. 남반구에서 볼 수 있는 작은 하늘 영역을 담은 심야 사진은 날치자리에 있는 은하단인 SMACS 0723을 중심으로 촬영되었다. 이 이미지에는 수천 개의 은하계가 표시되며 일부는 130억년이나 된 것도 있다. 이 이미지는 지금까지 촬영된 초기 우주의 최고 해상도 이미지이다. 이 망원경의 근적외선 카메라(NIRCam)로 포착한 이 이미지는 2022년 7월 11일 NASA에 의해 대중에게 공개되었다.